# Monte Clark Cup
La Monte Clark Cup (anciennement dénommée Eastern European Football League de 2012 à 2017 - (ru) Восточная Лига Американcкого Футбола, ВЛАФ) est une association sportive organisant, depuis 2012, un tournoi de football américain portant la même dénomination. 
Il met en présence des clubs amateurs issus de Biélorussie, d'Estonie, de Lituanie, de Russie et d'Ukraine. Les équipes de la Baltic Sea League rejoignent la Monte Clark Cup pour la saison 2017 uniquement.
L'EEFL avait succédé à la défunte EFAF Eastern Cup en 2012. 
La compétition se dispute selon une phase régulière de type championnat laquelle est suivie d'une phase de playoffs (deux 1/2 finales) le tout se terminant par la finale dénommée « MCC Bowl » (anciennement le « ELAF Bowl »).

## Les clubs ayant participé à la compétition
| Équipe                        | Nbr. | Meil. Rés.                | Nbr. PO | Nbr. Titres |
| ----------------------------- | ---- | ------------------------- | ------- | ----------- |
| Brest Sentinels               | 1    | 2e 2017 (Div. B)          | 1       | 0           |
| Grodno Barbarians             | 1    | 3e 2016 et 2017 (Div. B)  | -       | -           |
| Kaliningrad Amber Hawks       | 2    | 2e 2016 (Div. A)          | 1       | -           |
| Kiev Knights                  | 1    | 6e 2013                   | -       | -           |
| Kiev Patriots                 | 1    | -                         | -       | -           |
| Kiev Rebels                   | 2    | 1 en 2017 (Div. B)        | 1       | -           |
| Minsk Litwins                 | 4    | 1er 2012, 2014, 2015      | 3       | 2           |
| Minsk Moose                   | 1    | 5e 2017 (Div. B)          | -       | -           |
| Minsk Pagans                  | 1    | 4e 2016 et 2017 (Div. B)  | -       | -           |
| Minsk Zubrs                   | 5    | 1er 2013 et 2017 (Div. A) | 3       | 2           |
| Moscow Bruins                 | 4    | 2e 2012, 2014 et 2015     | 3       | 1           |
| Moscow Silverbullets          | 2    | 5e 2012                   | 1       | -           |
| Moscow Spartans               | 4    | 3e 2012                   | 3       | -           |
| Podolsk Angels                | 2    | 5e 2013 et 2014           | 1       | -           |
| Samara Stormbringers          | 1    | 4e 2012                   | 1       | -           |
| Sankt Petersburg North Legion | 1    | -                         | -       | -           |
| Tartu Titans                  | 2    | 2e 2017 (Div. A)          | 1       | 0           |
| Vilnius Iron Wolves           | 2    | 3e 2017 (Div. A)          | -       | -           |
| Vitebsk Lynxes                | 2    | 1er 2016                  | 1       | 1           |
| Voronezh Mighty Ducks         | 1    | 4e 2015                   | 0       | 0           |

## Palmarès
| Eastern Football League | Eastern Football League | Eastern Football League | Eastern Football League | Eastern Football League |
| Saison                  | Edition                 | Vainqueur               | Résultat                | Adversaire              |
| ----------------------- | ----------------------- | ----------------------- | ----------------------- | ----------------------- |
| 2012 (it)               | ELAF Bowl I             | Moscow Bruins           | 30 - 25                 | Minsk Litvini           |
| 2013 (it)               | ELAF Bowl II            | Minsk Zubrs             | 62 - 13                 | Minsk Litwins           |
| 2014 (it)               | ELAF Bowl III           | Minsk Litwins           | 24 - 0                  | Moscow Bruins           |
| 2015 (it)               | ELAF Bowl IV            | Minsk Litwins           | 21 - 0                  | Moscow Bruins           |
| 2016 (it)               | ELAF Bowl V             | Vitebsk Lynxes          | 20 - 0                  | Kaliningrad Amber Hawks |
| Monte Clark Cup         |                         |                         |                         |                         |
| Saison                  | Edition                 | Vainqueur               | Résultat                | Adversaire              |
| 2017 (it)               | MCC Bowl I              | Minsk Zubrs             | 42 - 06                 | Tartu Titans            |
| 2018 (it)               | MCC Bowl II             | Moscow Spartans         | 44 - 24                 | Kiev Capitals           |

### Tableau d'honneur
|   | Club                    | Nombre de titres | Dernier titre | Nombre de finales perdues | Dernière défaite en finale |
| - | ----------------------- | ---------------- | ------------- | ------------------------- | -------------------------- |
| 1 | Minsk Litwins           | 2                | 2015          | 2                         | 2013                       |
| 2 | Minsk Zubrs             | 2                | 2017          | -                         | -                          |
| 3 | Moscow Bruins           | 1                | 2012          | 2                         | 2015                       |
| 4 | Moscow Spartans         | 1                | 2018          | -                         | -                          |
| - | Vitebsk Lynxes          | 1                | 2016          | -                         | -                          |
| 6 | Tartu Titans            | -                | -             | 1                         | 2017                       |
| - | Kaliningrad Amber Hawks | -                | -             | 1                         | 2016                       |